# Recilia setosa
Recilia setosa là loài côn trùng thuộc họ Cicadellidae, bộ Cánh nửa. Loài này được Ahmed, M., Murtaza & Malik miên tả năm 1998.